# Вулиця Шевченка (Жмеринка)
Вулиця Шевченка — одна із вулиць Жмеринки, яка бере початок на перехресті вулиць Одеської, Хмельницького та проспекту Олійника і протягується аж до села Мала Жмеринка.

## Етимологія
Вулиця названа на честь великого українського поета, письменника, громадського діяча та художника Тараса Григоровича Шевченка.

## Опис
Вулиця складається із двох частин — магістральної та місцевої. Магістральною частиною вулиці проходять автошлях Т 0218, автобусні маршрути № 1а, 1б, 2а, 6, 7 та 9а. Місцева частина більш подібна до сільської місцевості, адже вона знаходиться в південній частині міста. Закінчується переходом у центральну вулицю села Мала Жмеринка. Розділяє вулицю на дві частини місцевість у народі прозвана Мостик, адже на цьому місці колись стояв невеликий, але широкий дерев'яний міст.

## Будівлі
- 2 — супермаркет «Грош-експрес», та на 2-му поверсі магазин Комфі
- 3 — ТОВ «Гостинний Двір», банк «НАДРА», офіс «Євровікна»

## Джерело посилання
- Телефонний довідник 2009 по м. Жмеринка та Жмеринського району — 2008 р.